# 全基因组泛癌分析
全基因组泛癌分析（英语：Pan-Cancer Analysis of Whole Genomes，PCAWG）是由国际癌症基因组联盟（ICGC）组织的一个国际性合作项目，对超过2600组癌细胞基因进行分析。

## 历史
1984年，人类基因组计划被提出，旨在测定人类染色体的核苷酸序列。这一计划自1990年启动开始，于2003年完成。在这一计划中，有研究者希望借助同样的手段，通过对肿瘤基因组的表征，深入研究肿瘤。因此，癌症基因组图谱计划（TCGA）于2006年启动，对33个癌症类型和2万个癌症以及正常组织的分子特征进行测序分析。2008年，ICGC成立，负责系统性分析癌症基因突变。由于TCGA和ICGC的研究范围重叠，为实现泛癌分析的标准化，提高研究效率，由来自超过700个研究机构的研究者共同形成了PCAWG联盟，根据癌症基因的不同分析方向分为16个小组共同研究。

## 概述
PCAWG项目采纳了来自2793名捐献者的基因数据，数据总量接近800TB。2020年2月，ICGC发表这一项目的研究成果，是目前最全面的癌症基因组分析。

## 研究成果
2020年2月5日，PCAWG项目在Nature期刊上首先发表了6篇主要的研究成果。Nature的多个子刊中也刊登了多个项目阶段性成果。这6篇文章分别触及癌症基因组携带的驱动突变、非编码区域的改变、体细胞突变的特征、结构变异、肿瘤基因进化历程和RNA突变。

### 驱动突变
在对PCAWG数据库中的38种肿瘤类型所包含的2658个肿瘤全基因组进行整体分析后发现，当统计编码和非编码序列时，每一个肿瘤基因组平均携带4-5个驱动突变。

## 已发表研究
| 标题                                                                 | 发表刊物 | 发表时间   | 备注   |
| -------------------------------------------------------------------- | -------- | ---------- | ------ |
| Pan-cancer analysis of whole genomes                                 | Nature   | 2020-02-05 | [ 6 ]  |
| Patterns of somatic structural variation in human cancer genomes     | Nature   | 2020-02-05 | [ 6 ]  |
| The repertoire of mutational signatures in human cancer              | Nature   | 2020-02-05 | [ 7 ]  |
| The evolutionary history of 2,658 cancers                            | Nature   | 2020-02-05 | [ 8 ]  |
| Genomic basis for RNA alterations in cancer                          | Nature   | 2020-02-05 | [ 9 ]  |
| Analyses of non-coding somatic drivers in 2,658 cancer whole genomes | Nature   | 2020-02-05 | [ 10 ] |